# Stelis laxiflora
Stelis laxiflora là một loài thực vật có hoa trong họ Lan. Loài này được (Porsch) Pridgeon & M.W.Chase mô tả khoa học đầu tiên năm 2001.